# Шпионски роман
Шпионският роман е литературен жанр, в който важна част от контекста или сюжета е шпионажът. Възниква в края на 19-и и началото на 20 век под влиянието на военните конфликти, съперничеството и интригите на основните световни сили, което е съпроводено със създаването на съвременни разузнавателни служби. Шпионският роман се развива силно по време на борбата срещу фашизма и комунизма преди и по време на Втората световна война. Най-голямо развитие търпи по време на Студената война, което е свързано с усилената пропаганда от двете страни на желязната завеса, усвояването на нови технологии и с въвеждането на нови форми на шпионаж. Към края на Студената война и сред нея шпионският роман се насочва към темите, свързани с международни престъпни организации, глобални терористични мрежи, престъпни държави, технологичен шпионаж и други заплахи за обществото.
Шпионският роман е тематично свързан с приключенския роман.
В България един от авторите на шпионски романи по време на Студената война е писателят Богомил Райнов с поредицата си с герой разузнавача Емил Боев.
|  | Тази страница частично или изцяло представлява превод на страницата Spy fiction в Уикипедия на английски. Оригиналният текст, както и този превод, са защитени от Лиценза „Криейтив Комънс – Признание – Споделяне на споделеното“, а за съдържание, създадено преди юни 2009 година – от Лиценза за свободна документация на ГНУ. Прегледайте историята на редакциите на оригиналната страница, както и на преводната страница, за да видите списъка на съавторите. ВАЖНО: Този шаблон се отнася единствено до авторските права върху съдържанието на статията. Добавянето му не отменя изискването да се посочват конкретни източници на твърденията, които да бъдат благонадеждни. |